# Râul Pietroaia
Râul Pietroaia sau Râul Petroaia sau Râul Ciohoranca este un curs de apă, afluent al râului Moldova. 